# 汉蓉高速公路
汉蓉高速公路是中华人民共和国国家高速公路网中汉中至成都高速公路的简称，是 京昆高速的一条并行线。汉蓉高速公路起于陕西宁强，经过四川广元、剑阁、梓潼、绵阳、德阳、广汉，止于成都。该高速公路最初在《四川省高速公路网布局规划（2022—2035年）》中作为成都经广元至陕西第二高速出现，未标注名称与编号。2023年11月，中华人民共和国交通运输部办公厅印发《关于G5京昆高速汉中至成都段（四川境）扩容工程等项目线路命名编号及起点桩号的复函》，确定了该线将作为 京昆高速的并行线，命名为汉中－成都高速公路（简称“汉蓉高速”，编号为“国家高速G0521”）。

## 路段

### 汉中－陕川界
规划中。

### 川陕界－广元
京昆高速公路汉中至广元段（四川境）扩容工程项目路线起于汉中市毛坝河镇南侧铁锁关处，在蔡家坪隧道内接拟建的 京昆高速陕西段扩容止点，经广元市旺苍县盐河镇、天星镇、燕子乡、昭化区元坝镇、利州区荣山镇、大石镇，止于龙潭乡周家河，接拟建的京昆扩容广绵段起点。路线全长约70公里，设7处互通立交、2个服务区、1个停车区及2处养护工区，双向六车道，设计时速100公里，批复估算总投资266.77亿元，建设工期4年。项目于2022年9月14日开工。

### 广元－绵阳
京昆高速公路广元至绵阳段扩容项目路线起于 兰海高速周家河附近，止于绵阳市游仙区魏城镇东南侧，对接京昆高速绵阳至成都段扩容路线起点，全长约123.531公里，估算总投资约278.454亿元，设计速度120公里/小时。目前在建中，预计2025年建成通车。

### 绵阳－成都
该高速的绵阳至成都段作为 京昆高速绵阳至成都段扩容项目于2020年开工，路线起于绵阳市游仙区魏城镇附近，设魏城枢纽互通接 成万渝高速绵阳至苍溪至巴中段和在建的 京昆高速广元至绵阳段扩容项目，经绵阳市游仙区、涪城区，德阳市罗江区、中江县、旌阳区、广汉市，成都市金堂县、青白江区、新都区，止于 成都绕城高速的成青绕城枢纽。路线全长124.44公里，全线设计采用双向八车道标准建设，设计速度为120公里/小时，批复概算投资为347.83亿元，总工期为4年。
2025年1月1日上午10时，玉皇收费站至新都收费站共计78.7公里建成通车，正式对公众开放，通车后从成都新都区出发至绵阳，全程仅需1个小时。本次通车将同步开通黄鹿服务区、崴螺山停车区及新都、青白江、金堂北、广汉、和新、新中6处收费站。

## 沿线出入口及服务设施
| 地区                                                                                         | 里程 | 类型                                       | 名称                  | 连接                       | 说明                         |
| -------------------------------------------------------------------------------------------- | ---- | ------------------------------------------ | --------------------- | -------------------------- | ---------------------------- |
| 广元市 利州区                                                                                |      | 枢纽                                       | 周家河                | 兰海高速                   | 修建中                       |
| 广元市 昭化区                                                                                |      | 出入口                                     | 红岩                  | 红岩                       | 修建中                       |
| 广元市 昭化区                                                                                |      | 隧道                                       | 大鼓山隧道            | 大鼓山隧道                 | 修建中                       |
| 广元市 昭化区                                                                                |      | 隧道                                       | 吴家岭隧道            | 吴家岭隧道                 | 修建中                       |
| 广元市 昭化区                                                                                |      | 停车场 · 加油设施 · 修车站 · 餐厅          | 服务区                | 服务区                     | 修建中                       |
| 广元市 剑阁县                                                                                |      | 停车场 · 加油设施 · 修车站 · 餐厅          | 服务区                | 服务区                     | 修建中                       |
| 广元市 剑阁县                                                                                |      | 隧道                                       | 普安隧道              | 普安隧道                   | 修建中                       |
| 广元市 剑阁县                                                                                |      | 出入口                                     |                       |                            | 修建中                       |
| 广元市 剑阁县                                                                                |      | 出入口                                     |                       | 109乡道                    | 修建中                       |
| 广元市 剑阁县                                                                                |      | 隧道                                       | 宋家山隧道            | 宋家山隧道                 | 修建中                       |
| 广元市 剑阁县                                                                                |      | 停车场 · 加油设施 · 修车站 · 餐厅          | 服务区                | 服务区                     | 修建中                       |
| 广元市 剑阁县                                                                                |      | 隧道                                       | 东垭村隧道            | 东垭村隧道                 | 修建中                       |
| 广元市 剑阁县                                                                                |      | 出入口                                     | 武连                  | 小伏路                     | 修建中                       |
| 绵阳市 梓潼县                                                                                |      | 出入口                                     |                       | 天演路                     | 修建中                       |
| 绵阳市 梓潼县                                                                                |      | 停车场 · 加油设施 · 修车站 · 餐厅          | 服务区                | 服务区                     | 修建中                       |
| 绵阳市 梓潼县                                                                                |      | 出入口                                     |                       | 梓中路                     | 修建中                       |
| 绵阳市 梓潼县                                                                                |      | 出入口                                     |                       | 347国道                    | 修建中                       |
| 绵阳市 梓潼县                                                                                |      | 出入口                                     | 两弹城                | 安梓路                     | 修建中                       |
| 绵阳市 梓潼县                                                                                |      | 出入口                                     |                       | 410乡道                    | 修建中                       |
| 绵阳市 游仙区                                                                                |      | 出入口                                     |                       | 108国道                    | 修建中                       |
| 绵阳市 游仙区                                                                                |      | 枢纽                                       | 魏城枢纽              | 成万渝高速                 | 修建中 与 成万渝高速并线开始 |
| 绵阳市 游仙区                                                                                |      | 出入口                                     | 仙海东                | 104乡道                    |                              |
| 绵阳市 游仙区                                                                                |      | 停车场 · 飲料小吃                          | 观太停车区            | 观太停车区                 |                              |
| 绵阳市 游仙区                                                                                |      | 出入口                                     | 观太                  | 517乡道                    |                              |
| 绵阳市 三台县                                                                                |      | 枢纽 · 出入口                              | 永明                  | 成渝环线高速 绵盐路        |                              |
| 绵阳市 三台县                                                                                |      | 枢纽                                       |                       | 西绵高速                   | 成都方向入，汉中方向出       |
| 绵阳市 涪城区                                                                                |      | 河流 · 桥梁                                | 涪江大桥              | 涪江大桥                   |                              |
| 绵阳市 涪城区                                                                                |      | 出入口                                     | 丰谷                  | 绵三公路                   |                              |
| 绵阳市 涪城区                                                                                |      | 枢纽 · 出入口                              | 绵阳经开区            | 成万渝高速 二环路          | 与 成万渝高速并线结束        |
| 绵阳市 涪城区                                                                                |      | 出入口                                     | 玉皇                  | 涪兴大道                   |                              |
| 德阳市 罗江区                                                                                |      | 出入口 · 停车场 · 加油设施 · 修车站 · 餐厅 | 罗江东 中江黄鹿服务区 | 罗桂公路                   |                              |
| 德阳市 中江县                                                                                |      | 出入口                                     | 中江北                | 芦德路 F03县道             |                              |
| 德阳市 中江县                                                                                |      | 河流 · 桥梁                                | 凯江大桥              | 凯江大桥                   |                              |
| 德阳市 中江县                                                                                |      | 桥梁                                       | 柏龙村大桥            | 柏龙村大桥                 |                              |
| 德阳市 中江县                                                                                |      | 隧道                                       | 马鞍山隧道            | 马鞍山隧道                 |                              |
| 德阳市 旌阳区                                                                                |      | 枢纽 · 出入口                              | 新中                  | 成都都市圈环线高速 350国道 |                              |
| 德阳市 旌阳区                                                                                |      | 停车场 · 飲料小吃                          | 崴螺山停车区          | 崴螺山停车区               |                              |
| 德阳市 旌阳区                                                                                |      | 出入口                                     | 和新                  | 什德中快速大道             |                              |
| 德阳市 广汉市                                                                                |      | 出入口                                     | 德阳                  | 庐山南路 南湖路            | 修建中                       |
| 德阳市 广汉市                                                                                |      | 出入口 · 停车场 · 加油设施 · 修车站 · 餐厅 | 广汉 广汉服务区       | 旌金公路                   | 修建中                       |
| 成都市 金堂县                                                                                |      | 河流 · 桥梁                                | 沱江大桥              | 沱江大桥                   |                              |
| 成都市 金堂县                                                                                |      | 出入口                                     | 金堂北                | 广金公路                   |                              |
| 成都市 金堂县                                                                                |      | 河流 · 桥梁                                | 青白江大桥            | 青白江大桥                 |                              |
| 成都市 青白江区                                                                              |      | 枢纽                                       | 大同                  | 成都第二绕城高速           | 修建中                       |
| 成都市 青白江区                                                                              |      | 出入口                                     | 青白江                | 青白江大道                 |                              |
| 县界                                                                                         |      | 河流 · 桥梁                                | 毗河大桥              | 毗河大桥                   |                              |
| 成都市 新都区                                                                                |      | 枢纽                                       | 新都                  | 香城大道 成金青快速路      |                              |
| 成都市 新都区                                                                                |      | 枢纽 · 出入口                              | 成金青立交            | 成都绕城高速 成金青快速路  |                              |
| 1.000 英里 = 1.609 千米；1.000 千米 = 0.621 英里 并行路段 • 已关闭／取消 • 限制进入 • 未开放 |      |                                            |                       |                            |                              |